# Catherine Amy Dawson Scott
Catherine Amy Dawson Scott (* August 1865 in Dulwich (London); † 4. November 1934) war eine englische Schriftstellerin. Sie gehörte zu den Gründern des P.E.N. in London.

## Leben
Scott war die Tochter eines Ziegelei-Besitzers und erhielt denselben Namen wie ihre Mutter. Sie arbeitete seit ihrem 18. Lebensjahr als Sekretärin und wandte sich später dem Schreiben zu. Erste Veröffentlichung war Charades for home acting (1888). Sie heiratete 1896 Horatio Francis N. Scott und nahm seinen Familiennamen an. 1902 zog die Familie nach West Cowes auf der Isle of Wight.
Scott war die Gründerin der Autorenvereinigung To-Morrow-Club, einem Vorläufer des P.E.N.-Clubs. Sie dachte an einen Club, wie er damals unter Freunden üblich war. Aus der Erweiterung des Horizonts sollte das Experiment der Begegnung mit Fremden entstehen. Ihre Romane, Erzählungen und Essays erzählen davon. Die damals 56-Jährige lud am 5. Oktober 1921 zu einem Dinner ein. Der Einladung folgten 41 Schriftsteller, darunter George Bernhard Shaw und John Galsworthy, der immer für internationale Verständigung und Frieden eingetreten war.

## Werke
- Charades for home acting. (1888)
- Sappho. A poem (1889)
- Madcap Jane or Youth. T Nelson & Sons (1890)
- Idylls of Womanhood. Poems. (1892)
- The Story of Anna Beames (1907)
- The Burden. (1908)
- Nooks & Corners of Cornwall. (1911)
- Alice Bland, and The Golden Ball. Two one act plays (1912)
- Tom, Cousin Mary, and Red Riding Hood. Three one act plays (1912)
- Beyond. Poems. (1912)
- Wastralls. W. Heinemann (1918)
- The Headland. Heinemann (1920)
- The rolling stone. A.A. Knopf (1920)
- The Haunting (1921). Neuauflage: Tabb House (März 1985)
- Bitter herbs. Poems. A.A. Knopf (1923)
- The turn of a day. H. Holt (1925)
- The vampire. A book of Cornish and other stories. R. Holden & co., ltd (1925)
- Blown by the Wind (1926)
- als Herausgeberin mit Ernest Rhys: Twenty-seven Humorous Tales (1926)
- mit Ernest Rhys: 26 Adventure Stories, old and new. (1929)
- als Herausgeberin mit Ernest Rhys: Mainly Horses. Tales by various authors. (1929)
- The Seal Princess. George Philip & Son Ltd (1930)
- als Herausgeberin: The Guide to Psychic Knowledge (1932)
- The House In The Hollow Or Tender Love. Benn (1933)